# When We All Fall Asleep, Where Do We Go?
When We All Fall Asleep, Where Do We Go? je debutové album americké zpěvačky a skladatelky Billie Eilish. Bylo vydáno 29. března 2019 nahrávacími společnostmi Darkroom a Interscope Records ve Spojených státech amerických a Polydor Records ve Velké Británii. S tímto albem se v roce 2019 uskutečnilo její druhé koncertové turné „When We All Fall Asleep“ s počtem 66 zastávek a právě probíhá její třetí koncertové turné „Where Do We Go?“ s předpokládaným počtem 55 zastávek.

## Psaní a nahrávání
Billie Eilish a její bratr Finneas O'Connel začali na albu „When We All Fall Asleep, Where Do We Go?“ pracovat již v květnu v roce 2016 a to konkrétně na skladbě „Listen Before I Go“, která je v pořadí na albu na dvanácté příčce. Album nahráli v malém pokojovém studiu, které je částí jejich domu.

## Turné

### When We All Fall Asleep
Turné s názvem „When We All Fall Asleep“ se konalo od 13. dubna 2019 do 17. listopadu 2019. Začalo v americkém městě Indio v Kalifornii jako součást jednoho z nejznámějších a největších amerických festivalů – Coachella a bylo zakončeno v Mexico City. Jedna ze zastávek se konala i v Praze. Původně se zde měl koncert konat ve Foru Karlín, které se s kapacitou 3000 osob vyprodalo během několika málo minut, ale přes enormní zájem se nakonec přesunulo do pražské O2 Areny, která se také za malou chvíli vyprodala. Na koncert přišlo přes 15000 lidí.

### Where Do We Go?
Turné pojmenované po druhé polovině názvu alba „When We All Fall Asleep, Where Do We Go?“ mělo začít 9. března 2020 v Miami ve Floridě, tak se také uskutečnilo, ale zanedlouho (po prvních třech koncertech) bylo pozastaveno kvůli pandemii covidu-19.

## Ocenění
| Ocenění                   | Rok  | Kategorie                            | Výsledek          | Ref.   |
| ------------------------- | ---- | ------------------------------------ | ----------------- | ------ |
| American Music Awards     | 2019 | Favorite Album – Pop/Rock            | Nominovaná        | [ 1 ]  |
| Apple Music Awards        | 2019 | Album of the Year                    | Vyhrála           | [ 2 ]  |
| BreakTudo Awards          | 2019 | Album of the Year                    | Nominovaná        | [ 3 ]  |
| Danish Music Awards       | 2019 | Foreign Album of the Year            | Vyhrála           | [ 4 ]  |
| Gaana User's Choice Icons | 2020 | Best International Album             | Nominovaná        | [ 5 ]  |
| Grammy Awards             | 2020 | Album of the Year                    | Vyhrála           | [ 6 ]  |
| Grammy Awards             | 2020 | Best Pop Vocal Album                 | Vyhrála           | [ 6 ]  |
| Grammy Awards             | 2020 | Best Engineered Album, Non-Classical | Vyhrála           | [ 6 ]  |
| Juno Awards               | 2020 | International Album of the Year      | Stále nevyhlášeno | [ 7 ]  |
| LOS40 Music Awards        | 2019 | Best International Album             | Vyhrála           | [ 8 ]  |
| People's Choice Awards    | 2019 | Album of 2019                        | Nominovaná        | [ 9 ]  |
| Q Awards                  | 2019 | Best Album                           | Nominovaná        | [ 10 ] |

## Skladby
Na všech skladbách pracovala se svým bratrem Finneas O'Connel, který celé album také produkoval
1. „Bad Guy“
2. „Xanny“
3. „You Should See Me In A Crown“
4. „All The Good Girls Go To Hell“
5. „Wish You Were Gay“
6. „When The Party's Over“
7. „8“
8. „My Strange Addiction“
9. „Bury A Friend“
10. „Ilomilo“
11. „Listen Before I Go“
12. „I Love You“
13. „Goodbye“